# 斯洛博達-切爾尼亞京西卡
49°1′34″N 27°53′8″E / 49.02611°N 27.88556°E
斯洛博達-切爾尼亞京西卡（烏克蘭語：Слобода-Чернятинська），是烏克蘭的村落，位於該國西南部文尼察州，由日梅林卡區負責管轄，面積1.11平方公里，海拔高度328米，2001年人口277，人口密度每平方公里249.55人。